# K-36 (fotel wyrzucany)

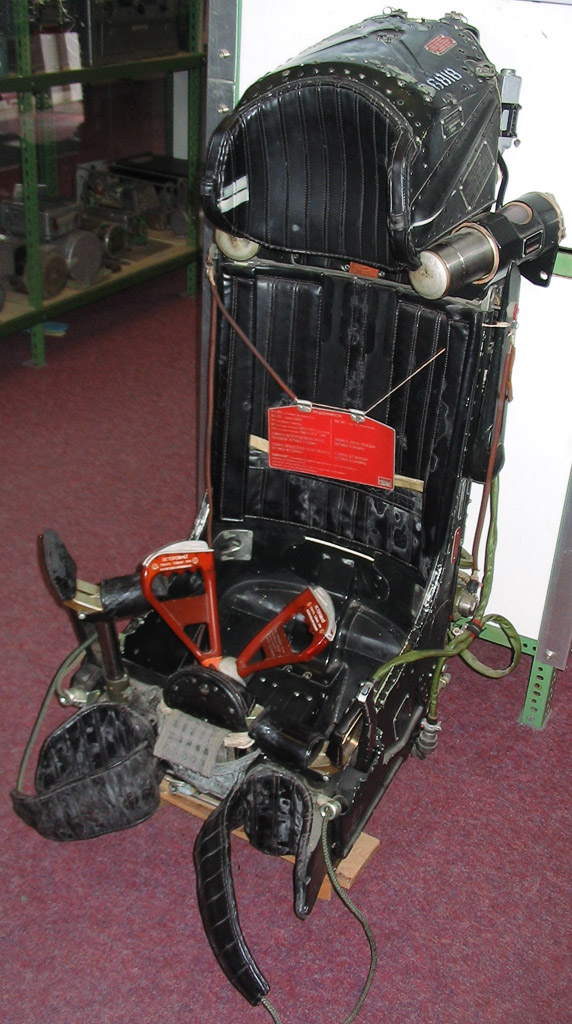
Fotel wyrzucany K-36DM

Fotel wyrzucany K-36 – miejsce robocze pilota i środek awaryjnego opuszczania samolotu poprzez katapultowanie. Zapewnia ratowanie pilota na różnych wysokościach i prędkościach lotu samolotu, w tym także podczas startu i dobiegu. Opracowany został przez NPP Zwiezda.

## Konstrukcja
Fotel składa się z korpusu z zamontowaną w nim pokrywą profilowaną ze spadochronem, zespolonego mechanizmu strzałowego KSMU-36-Sz, skrzynki mechanizmów, zagłówka, wyposażenia ratowniczego PSU-36 serii 2 z czaszą spadochronu ratowniczego ułożoną w zagłówku fotela oraz układów eksploatacyjnych zapewniających bezpieczne katapultowanie. Posiada bezstopniową regulację położenia korpusu odpowiednio do wzrostu pilota oraz zapewnia przywiązanie pilota w fotelu za pomocą jego indywidualnej uprzęży.
W fotelu znajduje się zespolony mechanizm strzałowy (KSMU), który jest zbudowany z dwucylindrowego mechanizmu strzałowego (I stopnia), prochowego silnika rakietowego (II stopnia) i mechanizmu otwierania spadochronu. Pierwszy stopień działa przez 0,2 s i nadaje fotelowi prędkość początkową nie mniejszą niż 13,6 m/s. Drugi stopień składa się z prochowego silnika rakietowego, który działa podczas przemieszczania się fotela w prowadnicach kabiny samolotu. Drugi stopień działa przez 0,4 s i osiąga ciąg nie mniejszy niż 3300 kg (3234 daN).
Katapultowanie rozpoczyna się od wyciągnięcia zdwojonego uchwytu katapultowania. W tym momencie aktywuje się układ przywiązania i przyciągania, składający się z mechanizmu przyciągania barkowego, mechanizmu przyciągania biodrowego, dwóch ograniczników rozrzutu rąk, dwóch chwytników z oparciami nóg i piromechanizmu z zamkiem elektromagnetycznym. Następuje elektryczne i piromechaniczne włączenie pokładowego układu zrzucania osłony kabiny samolotu oraz zapisania w rejestratorze awaryjnym zakresów i parametrów lotu w momencie katapultowania.
Podczas katapultowania przy prędkości lotu samolotu przekraczającej 800-900 km/h uruchamiany jest układ dodatkowej osłony przed naporem powietrza z osłoną ochraniającą głowę i piersi przed naporem aerodynamicznym. Układ ten uruchamia się po otrzymaniu sygnału z pokładowego pomiarowego zespołu przekaźnika ciśnienia (IKDR) podczas rozpoczęcia procedury katapultowania.
Fotel zawiera wyposażenie tlenowe typu BKO-3W2, łódkę ratunkową PSN-1, automatyczną radiolatarnię, zapas żywności, wyposażenie biwakowe, środki sygnalizacyjne oraz apteczkę podręczną.
Na podstawie fotela K-36 opracowano model K-37 przeznaczony do użycia w śmigłowcu Ka-50. W śmigłowcach Ka-52 system ten został rozwinięty do postaci KAS K-37-800. Pierwsze wykorzystanie systemu w warunkach bojowych miało miejsce prawdopodobnie 20 marca 2022 r., podczas ataku Federacji Rosyjskiej na Ukrainę.

## Wersje rozwojowe

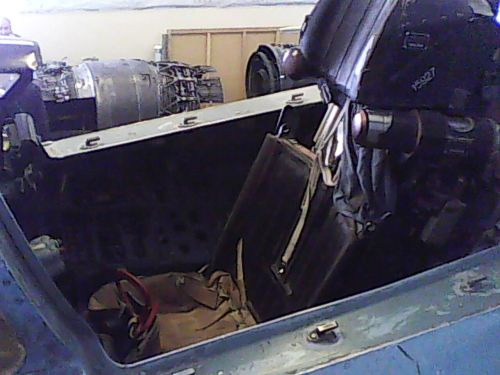
Fotel K-36DM w kabinie Su-27

- K-36D, K-36DM – podstawowe wersje używane w samolotach MiG-29, MiG-31, Su-17, Su-24, Su-27, Su-37,
- K-36D-5 – wersja używana w samolocie Su-57,
- K-36L – lżejsza wersja stosowana w samolotach poddźwiękowych Su-25, Jak-130, MiG-AT
- K-36LM – wersja używana w samolocie Tu-160,
- K-36RB – wersja opracowana dla wahadłowca Buran,
- K-36WM – wersja używana w samolotach Jak-38 i Jak-41.

## Dane techniczne K-36DM
- klasa fotela 0-0 (0 m wysokości i 0 km/h prędkości),
- masa fotela z wyposażeniem 145 kg,
- długość – 880 mm,
- szerokość – 570 mm,
- wysokość – 1240 mm,
- zakres regulacji wysokości – 160 mm,
- przeciążenie maksymalne – 20 g,
- czas działania przeciążenia maksymalnego 0,12-0,15 s,
- powierzchnia czaszy spadochronu ratunkowego – 60 m²,
- maksymalna wysokość otwarcia spadochronu – 5000 m,
- pionowa prędkość opadania – 6 m/s,
- maksymalne przeciążenie podczas rozwijania spadochronu – 16 g.

## Przypadki wykorzystania

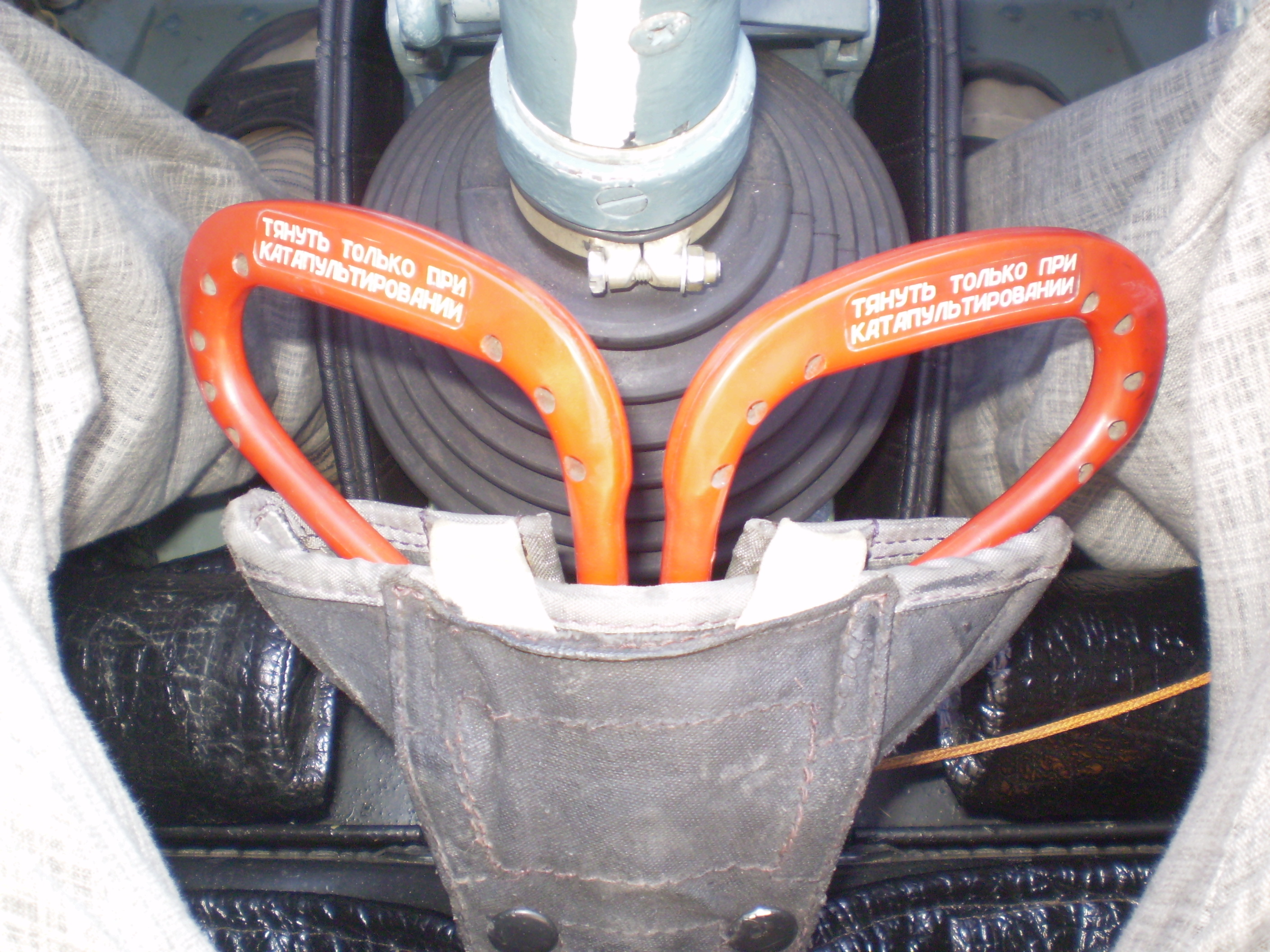
Dźwignia katapultowania

- 8 czerwca 1989 r. podczas Międzynarodowego Salonu Lotniczego w Paryżu z samolotu MiG-29 katapultował się pilot Anatolij Kwoczur[4],
- 24 lipca 1993 r. podczas Royal International Air Tattoo w Fairford z samolotu MiG-29 katapultowała się załoga: Siergiej Trieswiatski i Aleksander Biesciastnow[5],
- 12 czerwca 1999 r. podczas Międzynarodowego Salonu Lotniczego w Paryżu z samolotu Su-30MKI katapultowała się załoga: pilot Wiaczesław Awierianow i Wladimir Szendrik[6],
- 27 lipca 2002 r. na lotnisku Skniłów z samolotu Su-27 ukraińskich sił powietrznych katapultowała się załoga: Wladimir Toponar i Jurij Jegorow[7],
- ok. 20 przypadków katapultowania z samolotów Jak-38
- W nocy z 5 na 6 lipca 2018 roku, w trakcie treningowego lotu MiG-29 z 22 Bazy Lotnictwa Taktycznego w Malborku, doszło do awarii maszyny uniemożliwiającej bezpieczny powrót na macierzyste lotnisko. W momencie wystąpienia krytycznej usterki samolot znajdował się nad Pasłękiem. Pilot, Krzysztof Sobański, podjął decyzję o zmianie trasy lotu tak, aby MiG nie rozbił się wśród zabudowań. Myśliwiec runął na ziemię w okolicach osady Sakówko, 18 kilometrów do Malborka. Przed uderzeniem w ziemię pilot katapultował się, jednak spadochron znajdujący się w fotelu nie uległ rozwinięciu i Sobański wraz z fotelem runął na ziemię ginąc na miejscu. Był to pierwszy przypadek, gdy K-36 zawiódł. Według niepotwierdzonych informacji portalu Onet.pl, ujawnionych w listopadzie 2018 roku, przyczyną nieotwarcie się spadochronu w fotelu pilota była wadliwie przeprowadzona jego modyfikacja w Wojskowych Zakładach Lotniczych nr 2 (WZL) w Bydgoszczy. Modyfikacja miała polegać na samodzielnym wykonaniu przez zakład pierścienia ścinające w KSMU, odpowiedzialnego za otwarcie spadochronu i oddzielnie się pilota od fotela w trakcie katapultowania. MiG-29 wraz z Su-22 trafił wraz z innymi maszynami do zakładów w 2011 roku. Poradzieckiej konstrukcji samoloty trafiały do bydgoskich zakładów w ramach prowadzonych tam prac remontowych. Od kiedy Polska zamroziła współpracę z radzieckimi a następnie rosyjskimi firmami lotniczymi, dostęp do certyfikowanych przez producentów oryginalnych części jest utrudniony lub wręcz niemożliwy. Z tego też powodu WZL dokonało modyfikacji własnymi siłami, ale materiał, z którego wykonano pierścień, był trzy razy bardziej wytrzymały niż przewidywał to rosyjski producent. Modernizacja fotela dokonana została zatem bez jego autoryzacji i późniejszej weryfikacji efektów prac. Informacje Onet.pl zostały odrzucone przez WZL nr 2 jako niepotwierdzone tezy i spekulacje osób, już nie związanych z siłami powietrznymi. Zdaniem polskiego Ministerstwa Obrony Narodowej (MON), fotele K-36 nie poddane zostały modyfikacjom a jedynie pracom mającym na celu przedłużenie ich resursu. Z drugiej strony WZL podkreśla, iż wszelkie zmiany i modernizacje przeprowadzane są na podstawie dokumentacji zatwierdzonej przez MON. Testy zastosowanych nowych rozwiązań, w tym przypadku elementów układu KSMU, wykonane zostały na podstawie wewnętrznych procedur bydgoskich zakładów. Na żadnym z etapów tworzenia dokumentacji technicznej przeprowadzonych modernizacji, prób i badań nie brał udziału rosyjski producent ani zobowiązany do takiego działania Instytut Techniczny Wojsk Lotniczych. Tezy zawarte w artykułach Onet.pl na temat katastrofy zostały potwierdzone przez Komisję Badania Wypadków Lotniczych Lotnictwa Państwowego. Według jej ustaleń, zaprojektowany i wykonany w WZL nr 2 z niewłaściwych materiałów pierścień, nie spełniał wymaganych parametrów, co przyczyniło się do śmierci pilota z powodu nieotwarcia się spadochronu. Był to pierwszy przypadek w historii użycia fotela K-36 gdy zawiódł jego mechanizm[8][9][10][11][12]. Po 7 miesiącach śledztwa prowadzonego przez prokuraturę, rozszerzyła ona zakres prowadzonych czynności, uznając, że problem wadliwego fotela nie dotyczy jedynie katastrofy z udziałem Krzysztofa Sobańskiego ale wszystkich foteli K-36 zamontowanych na samolotach MiG-29 z 22 Bazy Lotnictwa Taktycznego w Malborku, 23 Bazy Lotnictwa Taktycznego w Mińsku Mazowieckim oraz Su-22 z 21 Bazy Lotnictwa Taktycznego w Świdwinie. Tym samym rozszerzając zarzut narażenia na niebezpieczeństwo utraty życia lub ciężkiego uszczerbku na zdrowiu wszystkich pilotów latających na wymienionych maszynach w latach 2011 - 2018. Zarzuty postawiono dwóm technikom odpowiedzialnym za opracowanie i wdrożenie do produkcji wadliwego urządzenia. Według niepotwierdzonych informacji łączenie około 100 pilotów latało na samolotach z niesprawnymi fotelami, wykonując około 50 tysięcy godzin lotów[13].
- 23 października 2022 r. w internecie pojawiło się nagranie z kamery zamontowanej na hełmie rosyjskiego pilota, który katapultował się nad Ukrainą (faktyczna data wydarzenia nie jest znana) w trakcie rosyjskiej inwazji na ten kraj. Jest to pierwsze znane nagranie katapultowania się z samolotu w warunkach bojowych z perspektywy pierwszej osoby. Samolot zidentyfikowano jako Su-25SM z 18 pułku lotnictwa szturmowego w Chernichowce w Kraju Nadmorskim[14].